# 拉雷 (科多尔省)
拉雷（法語：Larrey，法語發音：[laʁɛ]）是法国科多尔省的一个市镇，属于蒙巴尔区。

## 地理
拉雷（47°53'3"N, 4°26'8"E）面积18.51 平方千米，位于法国勃艮第-弗朗什-孔泰大區科多尔省，该省份为法国中东部省份，北起奥布省，西接涅夫勒省和约讷省，南至索恩-卢瓦尔省，东南接汝拉省，东临上索恩省，东北部与上马恩省接壤。
与拉雷接壤的市镇（或旧市镇、城区）包括：莫莱姆、潘松莱拉雷、维勒迪约、比塞拉皮埃尔、布伊、马尔瑟奈。

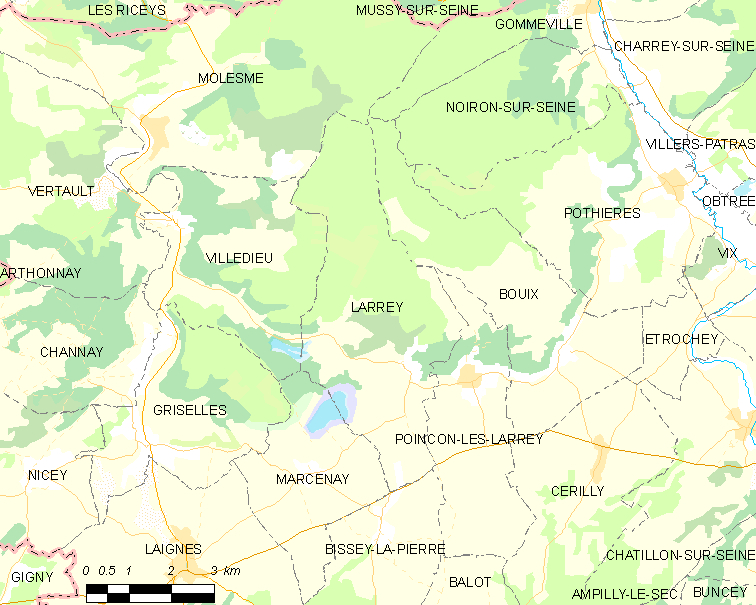
的OSM定位图

拉雷的时区为UTC+01:00、UTC+02:00（夏令时）。

## 行政
拉雷的邮政编码为21330，INSEE市镇编码为21343。

## 政治
拉雷所属的省级选区为塞纳河畔沙蒂永县。

## 人口

1962-2008年间人口变化图示

拉雷于2022年1月1日时的人口数量为96人。